# Логотип с губами и языком

Первоначальный вариант дизайна Джона Паше́

Окончательный редизайн, ставший логотипом группы

Логотип с губами и языком (также встречаются варианты Язык с губами, Горячие губки, Логотип Rolling Stones Records или просто Логотип Rolling Stones) — логотип, разработанный английским арт-дизайнером Джоном Паше́ для рок-группы The Rolling Stones в 1970 году. Считается самым известным логотипом в истории популярной музыки и фигурирует на всех альбомах и синглах коллектива с момента своего появления.

## История создания
The Rolling Stones была необходима афиша для оформления их европейского турне 1970 года, однако музыканты были недовольны дизайном, который им предлагала их тогдашняя звукозаписывающая компания Decca Records. В итоге группа начала искать студента-дизайнера на стороне, чьей задачей было разработать не только гастрольный постер, но также логотип или символ, который можно было бы использовать для оформления блокнотов, концертных программок и пресс-буков коллектива. Джон Паше́ заканчивал третий, последний курс лондонского Королевского колледжа искусств перед получением степени магистра, когда к нему обратился Мик Джаггер, увидев его проекты на выставке выпускных программ.
Паше назначил встречу с Миком Джаггером в начале 1970 года, чтобы обсудить идеи для гастрольной афиши, которая не имела ничего общего с более поздним дизайном логотипа с губами и языком. Спустя неделю он отправил результат своей работы группе, но Джаггеру не понравился первоначальный результат, и он попросил переделать постер. Второй вариант афиши был принят в качестве окончательного — он был вдохновлён туристическими плакатами 1930-х и 1940-х годов в современной (для того времени) интерпретации, включая изображение самолёта Concorde Turbojet. Группа осталась довольна и снова обратилась к Паше, чтобы он разработал для них логотип. Это было задокументировано в письме, отправленном дизайнеру секретарём The Rolling Stones Джо Бергманом 29 апреля 1970 года. Вскоре он вновь встретился с Джаггером, который хотел простую по исполнению самодостаточную эмблему, наподобие логотипа Shell Petroleum. Рок-музыкант предложил взять за основу изображение индуистской богини Кали, которое принёс вместе с собой, поскольку индийская культура в то время была весьма популярна в Великобритании. По словам Паше, он сразу же уловил высунутый язык и рот богини. Впоследствии вспоминая: «Концепция дизайна языка должна была отражать антиавторитарный дух группы, рот Мика и очевидные сексуальные коннотации. Я разработал его таким образом, чтобы его можно было легко воспроизвести, и в стиле, который, как мне казалось, мог выдержать испытание временем».
Приняв заказ, Паше приступил к работе — продемонстрировав Джаггеру результат через неделю, однако тот остался недоволен. «Я думаю, что это, возможно, связано с цветом и композицией» — вспоминал дизайнер годы спустя; в итоге музыкант остановился на второй — последней версии эмблемы. В интервью газете The New York Times Паше говорил, что «не хотел делать что-либо в индийском стиле, потому что считал, что это очень быстро устареет, так как все в то время [конец 1960-х] проходили через нечто подобное» (несмотря на то, что Джаггер подчёркивал, что его «больше интересует индийская природа» изображения Кали, которое он принёс). Тем не менее эта тематика действительно вдохновила его на его будущий дизайн логотипа. Также Паше отмечал, что при встрече с Джаггером было невозможно не заметить пухлые губы и рот музыканта — «его самые выдающиеся визуальные особенности», поэтому в голову дизайнера пришла мысль про большие губы с высунутым языком. «Возможно это была не самая лестная отсылка — к чертам его лица, но Мик, похоже, не возражал» — по прошествии лет вспоминал Паше, отмечая, что он ориентировался на них на подсознательном уровне, хотя некоторые думали, что они были срисованы именно с музыканта. «Это протест! Это то, что делают дети, когда показывают тебе язык», — говорил дизайнер о своей идее, «это была основная причина, по которой я был уверен, что это сработает».

В Нью-Йорке у Крейга Брауна, владельца и креативного директора Sound Packaging Corporation, поджимали сроки сдачи дизайна обложки альбома Sticky Fingers, и ему срочно понадобился логотип Паше. Спустя годы он так описывал ситуацию: 
Он (Паше́) сделал лишь несколько набросков, грубых набросков [логотипа]. После чего находившийся тогда в Лондоне Маршалл Чесс, недавно назначенный президентом Rolling Stones Records, сообщил мне: „Всё, что я могу сделать, — это продублировать набросок резиновым штампом“. Поэтому я сказал ему, чтобы он проштамповал его несколько раз и отправил мне по факсу, тепловизионному факсу, с абсолютно дерьмовым качеством, который, однако, мог бы передать мне силуэт логотипа этого студента-искусствоведа, очень нечёткий и размером примерно в дюйм. После этого я увеличил его примерно до 12 дюймов и обратился к нанятому мной иллюстратору: „Я хочу, чтобы ты переделал его для меня“. После долгих перекомпоновок, проб и ошибок, мы с иллюстратором довели набросок до ума — так и появился логотип Rolling Stones с языком и губами, каким мы его теперь знаем. Паше еще не закончил свой вариант, поэтому я сказал им использовать его на английской версии альбома. В конечном счёте, версия, которою группа использует везде, — оказалась моей, а не его. Они используют мой вариант [логотипа] для туров, мерчендайзинга, лицензирования. По иронии судьбы, Музей Виктории и Альберта заплатил Паше почти 100 000 фунтов стерлингов за его первоначальный логотип, но он так и не стал официальной версией Stones.

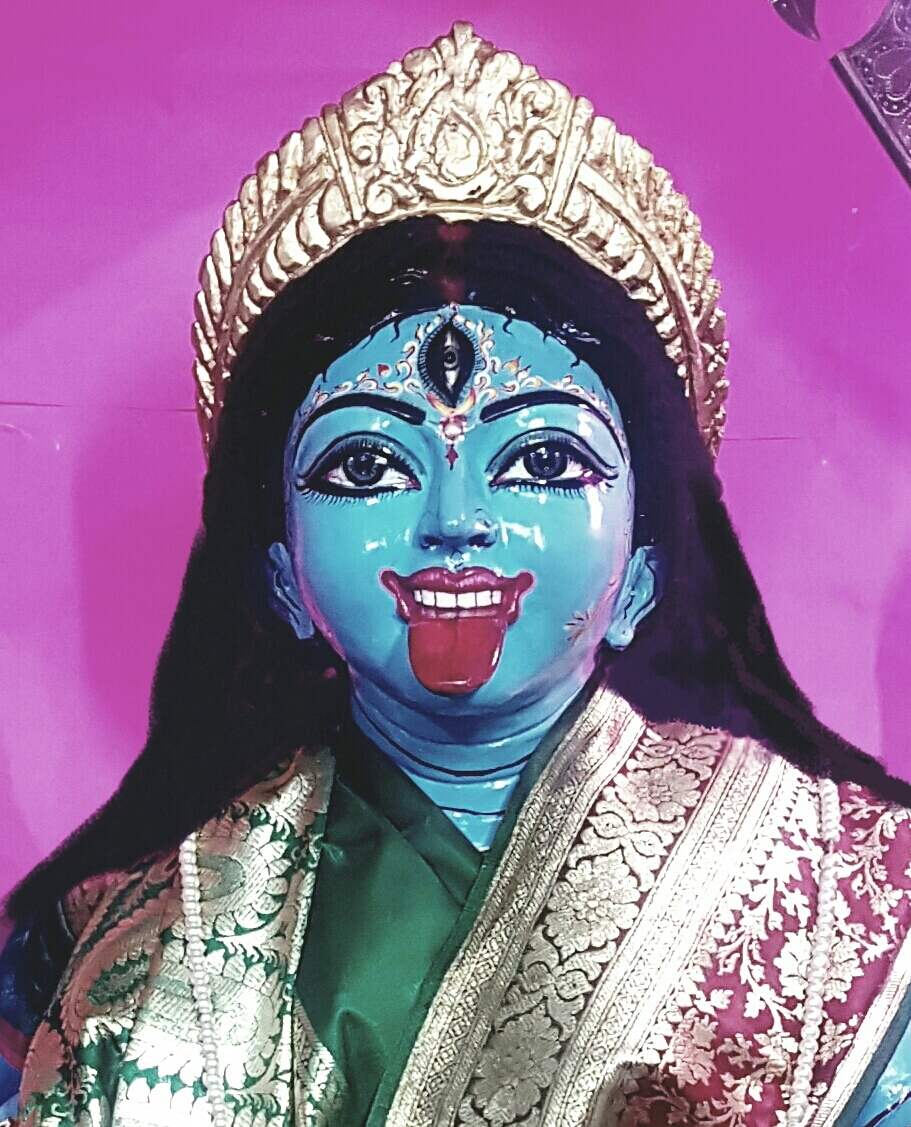
Кали с высунутым языком

Факс «был очень зернистым и серым», и логотип «требовал перерисовки [именно поэтому]», — вспоминал Паше, «а не потому, что в нём чего-то не хватало». Иллюстратор Крейга Брауна доработал эмблему, сузив язык, добавив более чётких белых линий на губах и языке, более выраженно выделил чёрным цветом ротовую полость и контуры языка, а затем увеличил изображение так, чтобы оно закрывало собой весь внутренний конверт американской версии альбома Sticky Fingers. В свою очередь, вариант, нарисованный Паше, использовался в оформлении пластинок, выпущенных во всём остальном мире.
Из-за того, что Браун разрабатывал дизайн Sticky Fingers совместно с Энди Уорхолом, воплощая в жизнь идею последнего о функционирующей застежке-молнии на его обложке. Впоследствии у общественности сложилось ошибочное мнение, что логотип с губами и языком был также придуман этим американским художником. Тем не менее автор книги Warhol: A Life as Art Блейк Гопник подчёркивал, что эмблема The Rolling Stones «ни в коей мере» не мог быть работой Уорхола: «Это не имеет ничего общего с тем, что он создавал, особенно с концептуальным искусством, в рамках которого он всегда творил. Однако Уорхол похож на гигантский культурный магнит. Всё к нему так и липнет. В свою очередь, Уорхол не пытался хоть как-то прояснить ситуацию. Он предпочел фактическую путаницу ясности, поэтому идея о том, что ему приписывают создание логотипа The Rolling Stones, была тем, что он поддержал бы обеими руками». В итоге, дизайн обложки Sticky Fingers получил номинацию на премию «Грэмми» за «Лучшее оформление», однако проиграл альбому Pollution дуэта Джен и Дин, на котором был изображён цыплёнок в противогазе, выходящий из яичной скорлупы.
В 1970 году гонорар Джона Паше составил всего 50 фунтов стерлингов. Спустя два года, после выдающегося успеха проекта, дизайнер получил ещё 200 фунтов. В 1984 году Паше продал свои авторские права на логотип коммерческому подразделению Rolling Stones Musidor BV за 26 000 фунтов стерлингов. В 2008 году лондонский Музей Виктории и Альберта купил оригинальный чёрно-белый набросок Паше с логотипом The Rolling Stones за 92 500 долларов. Во время онлайн-аукциона, организованного фирмой Mastro Auctions, половину суммы оплатил Британский национальный художественный фонд. По словам Виктории Броукс (руководителя выставок музея): «Стоуновский логотип — это один из первых примеров музыкального коллектива, использующего брендинг, и он, возможно, стал самым известным рок-логотипом в мире».

В 2012 году, к своему 50-летнему юбилею, группа поручила Шепарду Фейри обновить логотип. Дизайнер так высказывался о проделанной им работе: 
На мой взгляд, логотип Stones в виде языка — самый знаковый, мощный и жизнестойкий логотип в истории рок-н-ролла. На мой взгляд, логотип отражает не только губы и язык Мика Джаггера — ставшие его визитной карточкой, но и сущность бунта и сексуальности, которая является лучшим отражением всего рок-н-ролла во всей его красе. Когда Мик Джаггер обратился ко мне с предложением разработать логотип в честь 50-летия The Rolling Stones, я был совершенно ошеломлён. Мик сказал, что он открыт для любых моих идей. Одной из первых вещей, о которой я его спросил, была: „На твой взгляд, ДОЛЖЕН ли присутствовать язык?“. Он ответил: «Да, думаю должен». Я работал над этим проектом как фанат, зная, что язык Stones был центральным фактором и отправной точкой [работы].

## Отзывы и награды
«Мик хотел, чтобы логотип отражал внутреннюю силу и дух всех участников группы! Тогда они имели репутацию эдаких „плохишей, которые играли рок-н-ролл и завоёвывали женские сердца“…».
Шон Иган в своей книге «The Mammoth Book of the Rolling Stones» высказался о логотипе в следующем ключе: «Независимо от его источника происхождения, логотип — превосходен [сам по себе]. Не упоминая название The Rolling Stones, он мгновенно вызывает [в голове образ] группы, или, по крайней мере, Джаггера, а также определенную степень похотливости, присущую Stones … Он быстро и заслуженно стал самым известным логотипом в истории популярной музыки».
Тейлор Брендс назвал эмблему The Rolling Stones лучшим логотипом среди когда-либо существовавших ансамблей и «самым знаковым логотипом, среди музыкальных коллективов, в истории рока».
В 2020 году Джубин Бехрад из The New York Times писал: «Он начал свою жизнь как крошечная эмблемка, украшавшая сингл-сорокопятку, или фирменный бланк группы. Но быстро стал повсеместным и, в конечном счёте, самым известным логотипом в рок-н-ролле. Более 50 лет легендарные „язык и губы“ The Rolling Stones украшали буквально всё».
Британское издание Creative Review составило список лучших коммерческих логотипов всех времен, в котором символ The Rolling Stones занял 15-е место.
В опросе, проведённом порталом OnePoll по просьбе компании производителя дезодорантов Day2 среди 2000 совершеннолетних жителей Великобритании, логотип с губами и языком занял первое место в рейтинге «50 самых знаковых футболочных дизайнов всех времён», опередив изображение Че Гевары, логотип Hard Rock Cafe и I ❤ NY.
Альбом Sticky Fingers был первым релизом в дискографии The Rolling Stones, в котором возле названия лейбла Rolling Stones Records, а также на внутренней стороне обложки фигурировал логотип с губами и языком. Эмблема группы являлась одним из элементов общей концепции оформления конверта пластинки, которая в 2003 году была названа телеканалом VH1 «Лучшей альбомной обложкой всех времён».

## Мерчиндайзинг
Использование логотипа вышло далеко за рамки его первоначального предназначения — размещения на обложках альбомов, звукозаписывающей компании и гастрольных афишах; он стал логотипом группы. Сейчас он фигурирует на большинстве товаров, связанных с The Rolling Stones, включая футболки, толстовки, носки, багажные бирки, фляги для виски, ремни, бейсболки, кредитные карты и т. д. Помимо этого, символ с губами и языком использовался в оформлении гастрольного самолёта группы. Логотип фигурирует на всех музыкальных релизах The Rolling Stones начиная с 1970 года: как на записях выпущенных лейблом Rolling Stones Records, так и после того как ансамбль подписал контракт с Virgin Records.

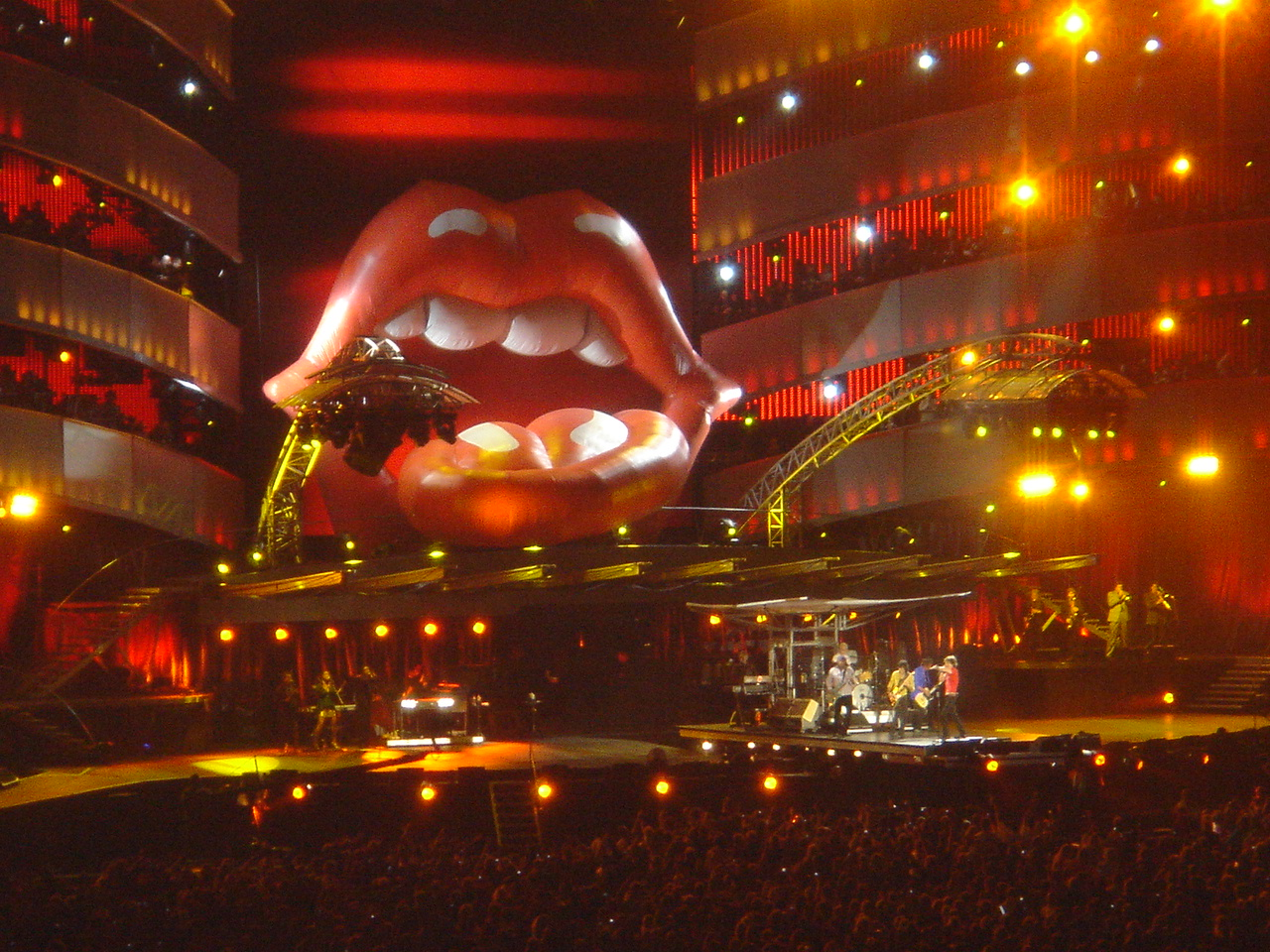
Стилизованная под логотип декорация сцены. Турне A Bigger Bang Tour[англ.], стадион Туикенем, Лондон
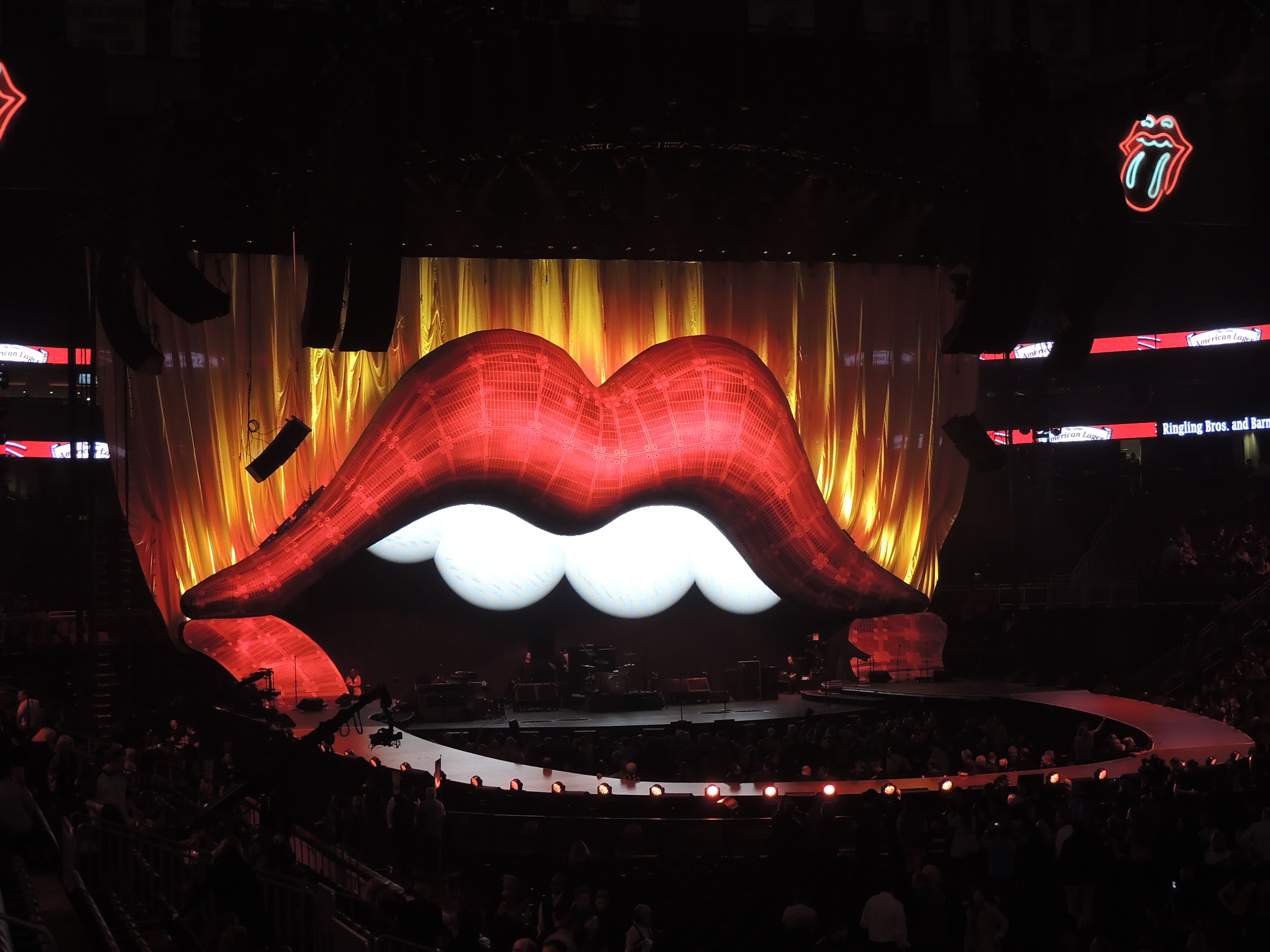
Стилизованная под логотип сцена. Турне 50 & Counting[англ.], Ньюарк
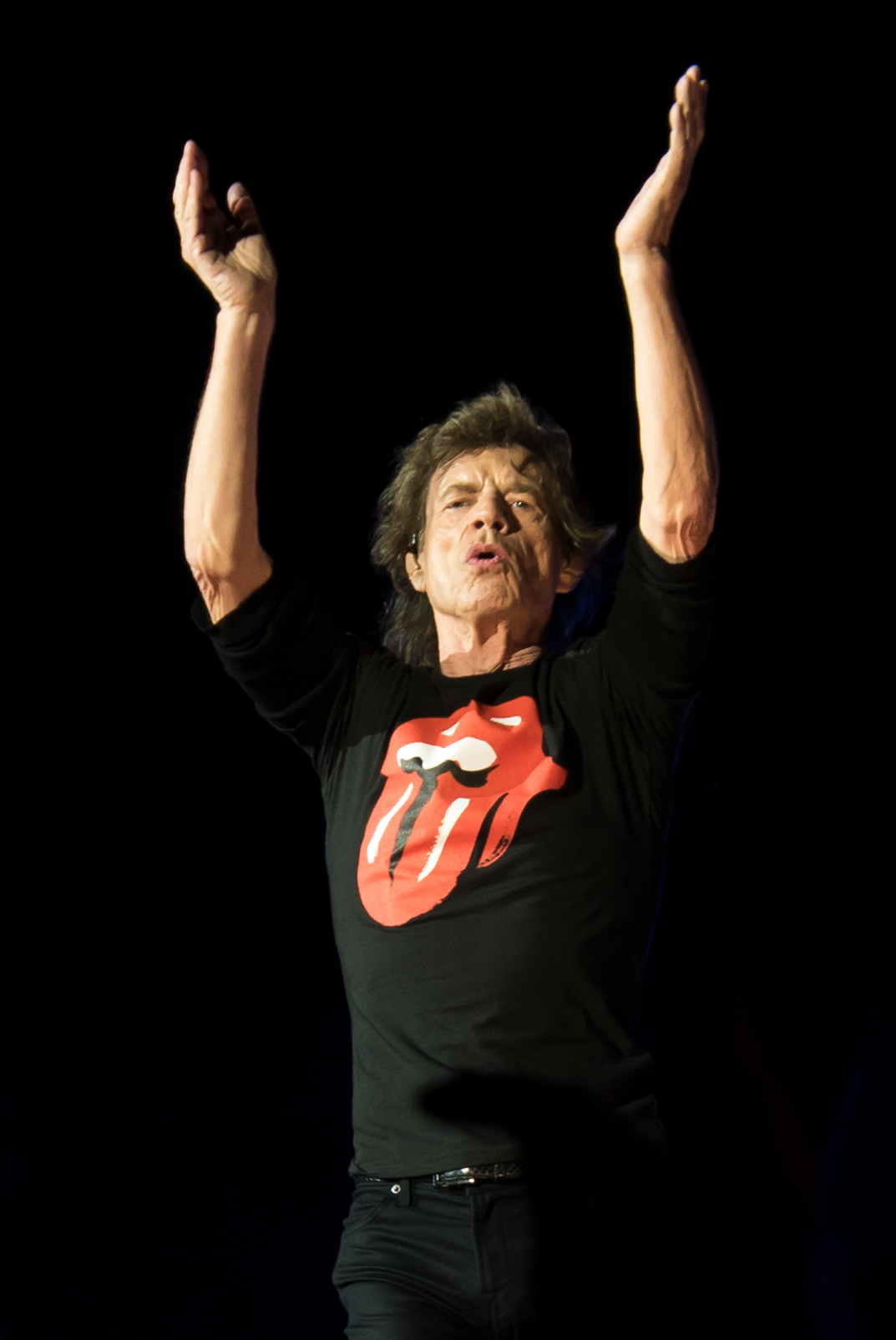
Мик Джаггер с символом группы на футболке во время турне No Filter Tour[англ.] (Варшава)
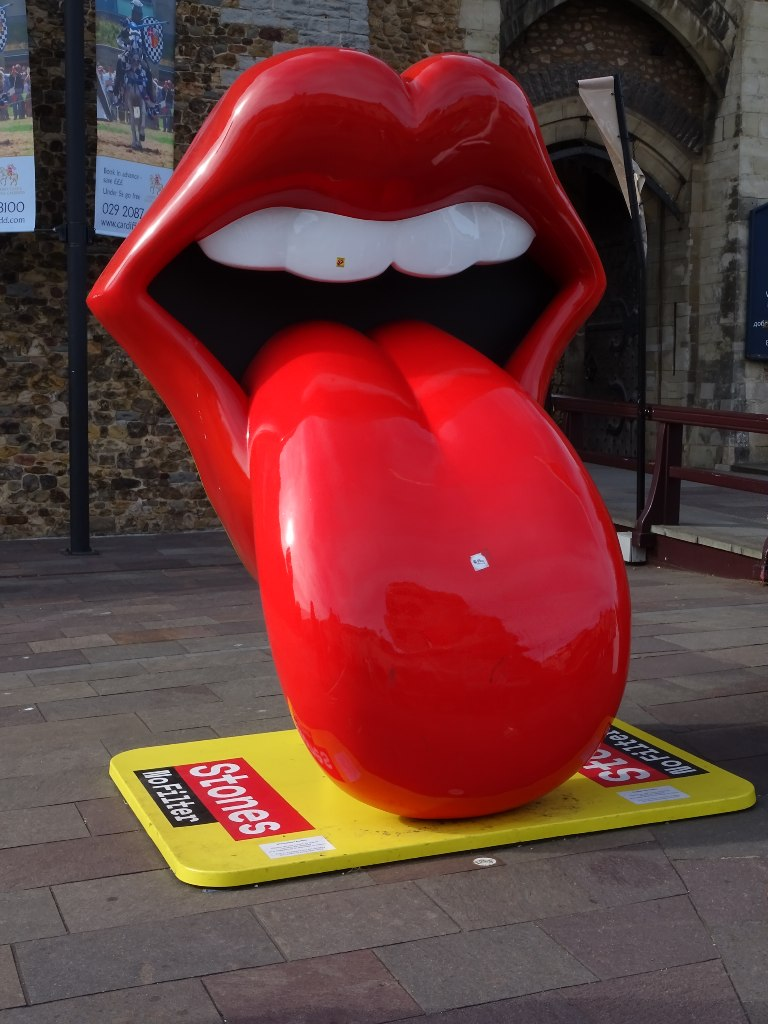
Логотип группы, выставленный перед Кардиффским замком
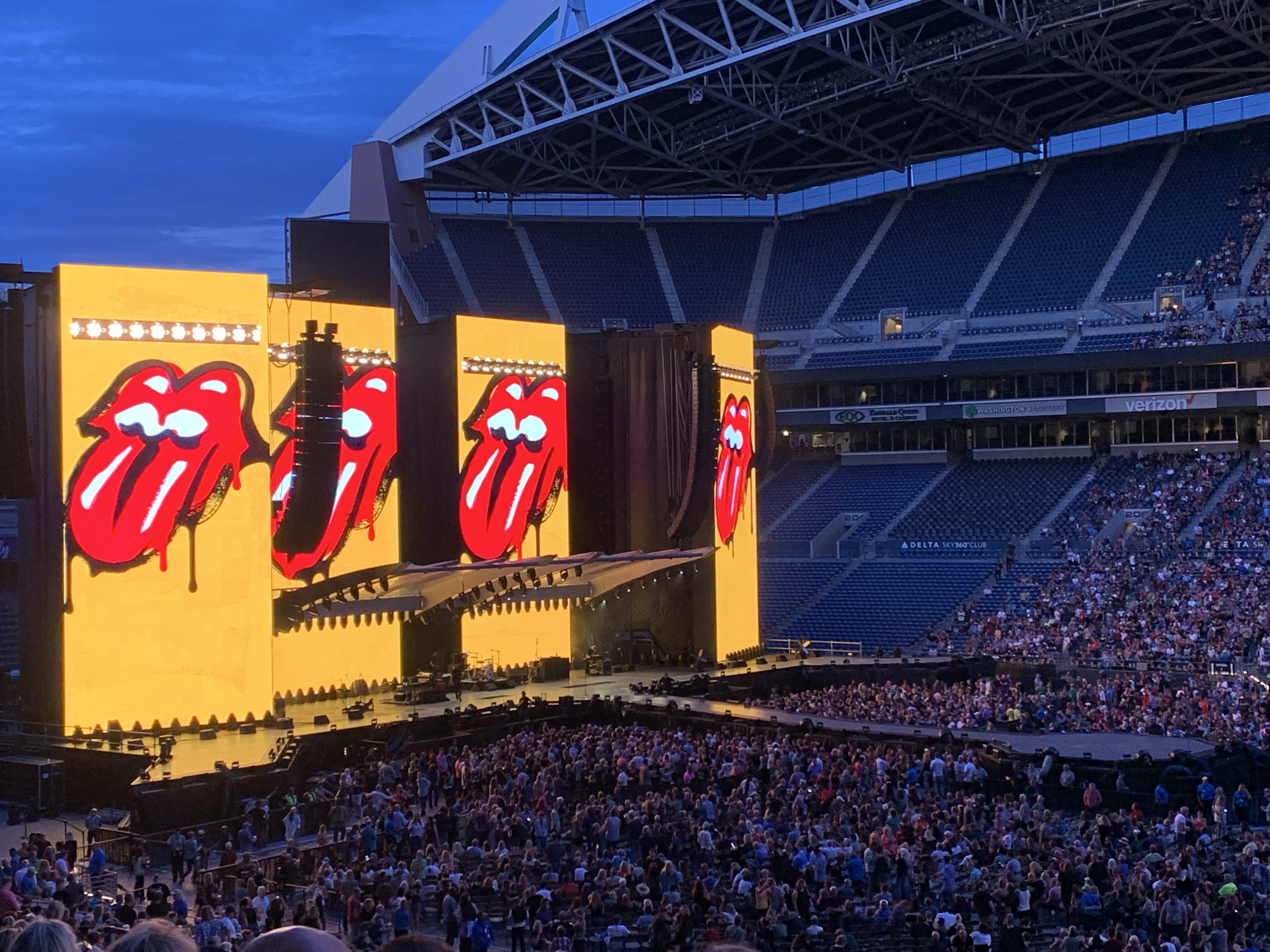
Сцена, оформленная логотипами группы. Турне No Filter Tour Сиэтл
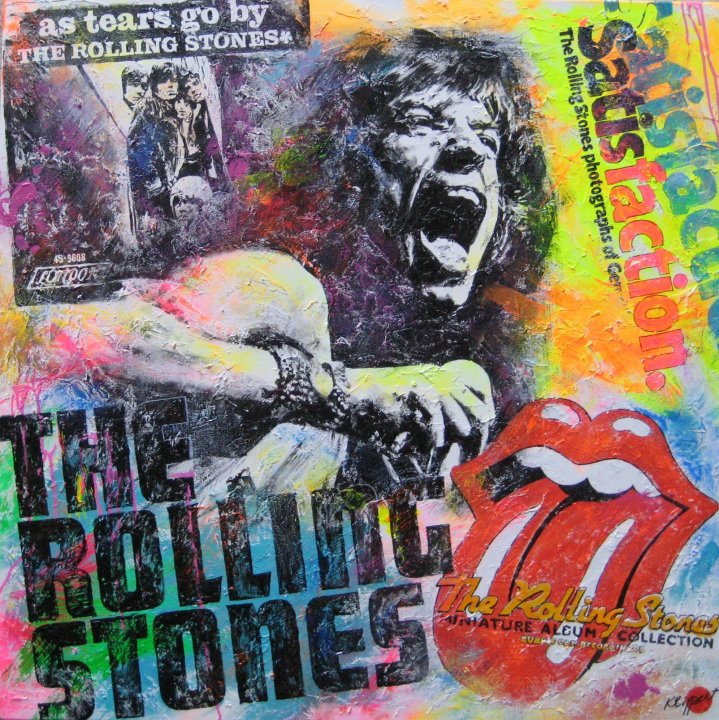
Поп-арт с логотипом группы The Rolling Stones
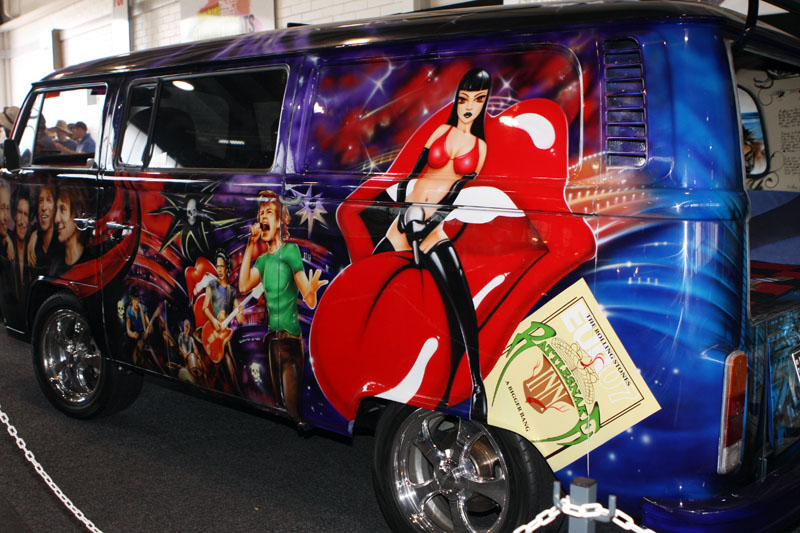
Фургон Volkswagen Type 2, украшенный первоначальным дизайном Джона Паше
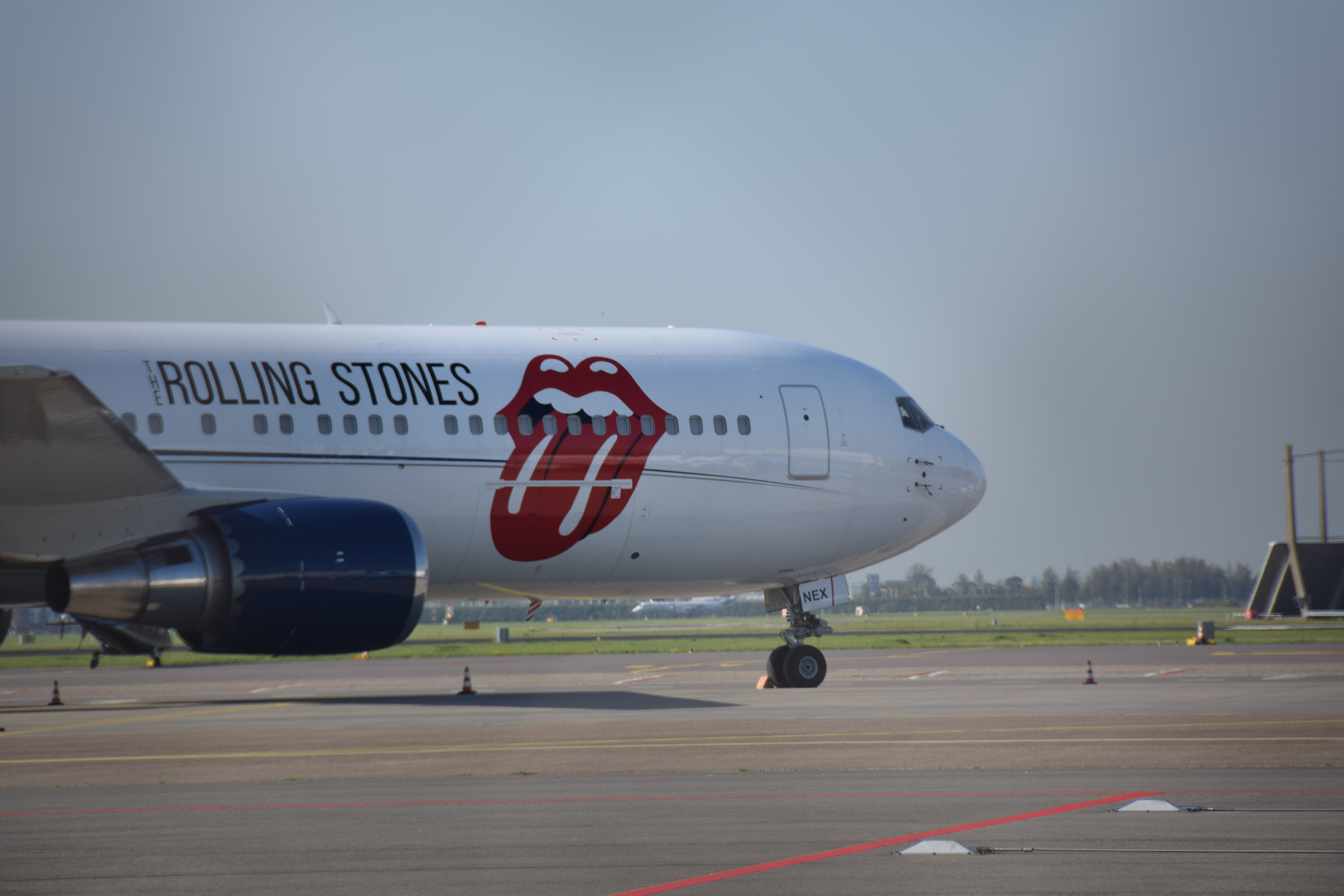
Логотип на личном самолете The Rolling Stones Boeing 767
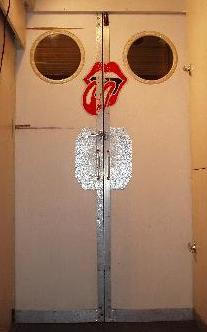
Логотип, нанесённый на двери в Передвижной студии The Rolling Stones
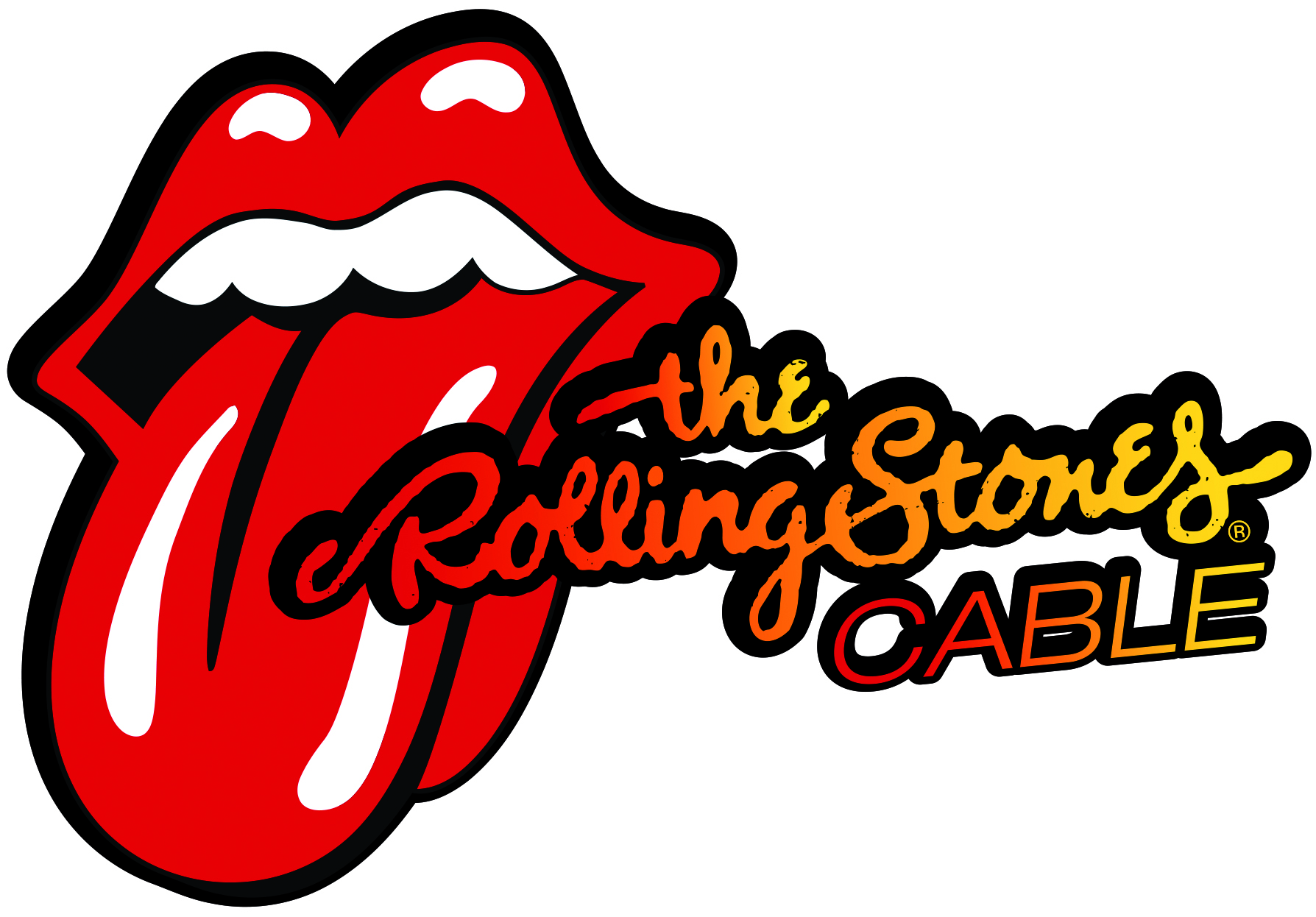
Rolling Stones Cable